# Jozef Ulehla
Jozef Ulehla (5. března 1922 – 12. února 1975) byl slovenský fotbalový útočník, který nastupoval i jako obránce.

## Hráčská kariéra
V dorosteneckém věku nastupoval za Seredský ŠK, odkud přestoupil do Trnavy. Za války se stal s OAP Bratislava mistrem Slovenska (1942/43).
V československé lize hrál za Trnavský športový spolok, vstřelil pět prvoligových branek.

### Prvoligová bilance
| Ročník             | Zápasy | Góly | Minuty | Klub       |
| ------------------ | ------ | ---- | ------ | ---------- |
| I. liga 1945/46    | –      | 4    | –      | TŠS Trnava |
| I. liga 1947/48    | –      | 1    | –      | TŠS Trnava |
| CELKEM I. ČS. LIGA | –      | 5    | –      |            |